# Merulina scheeri
Espèce
Statut de conservation UICN

 LC  : Préoccupation mineure
Statut CITES
Merulina scheeri est une espèce de coraux de la famille des Merulinidae.

## Publication originale
- Head, 1983 : An undescribed species of Merulina and a new genus and species of siderastreid coral from the Red Sea. Journal of Natural History, vol. 17, n. 3, pp. 419-435 (introduction) (en).